# 出部村
出部村（いずえむら）は、岡山県後月郡にあった村。現在の井原市笹賀町・下出部町・上出部町にあたる。

## 地理
小田川右岸から高屋川の上流域に位置していた。

## 歴史
- 1889年（明治22年）6月1日、町村制の施行により、後月郡笹賀村、下出部村、上出部村が合併して村制施行し、出部村が発足[1][2]。旧村名を継承した笹賀、下出部、上出部の3大字を編成[2]。
- 1942年（昭和17年）4月1日、後月郡井原町に編入され廃止[1][2]。編入後、井原町大字笹賀・下出部・上出部となる[2]。

### 地名の由来
古代、中世の郷名にちなむ。

## 産業
- 農業[2]